# Steffen Kind
Steffen Kind (* 1952) ist ein deutscher Bauingenieur und Professor an der Hochschule Darmstadt, Fachbereich Bauingenieurwesen.

## Leben
Nach dem Abschluss des Studiums des Bauingenieurwesens und anschließender Promotion über ein Thema des Stahlverbundbaus arbeitete er in einem Forschungsinstitut und einem Stahlbauunternehmen. Anschließend war er als leitender Ingenieur in einem Unternehmen des Stahlverbundbaus tätig.
Im Jahre 1991 wurde Kind als Professor für Stahlbau und Statik an die Hochschule Darmstadt berufen. Er liest unter anderem die Fächer Stahlverbundbau und Glasbau. Er war als Prodekan und als Dekan tätig.
Von ihm liegen über 120 Fachpublikationen vor, darunter acht Patentschriften. Er arbeitet in verschiedenen Fachausschüssen mit.
1988 gründete er das Ingenieurbüro Prof. Kind & Partner, heute mit mehreren Niederlassungen im Rhein-Main-Gebiet. Bearbeitungsschwerpunkte sind Tragwerksplanung (Statik und Konstruktion), bautechnische Prüfung und Gutachten besonders bei Bauschäden. Kind ist Prüfingenieur für alle Fachrichtungen (Massivbau, Metallbau, Holzbau), öffentlich bestellter und vereidigter Sachverständiger und Schweißfachingenieur.
Kind ist verheiratet und hat zwei erwachsene Töchter.